# Mihail Platonovici Șișkevici
Mihail Platonovici Șișkevici (în rusă Михаил Иванович Шишкевич) (n. 16 februarie 1862 – d. octombrie 1919) a fost unul dintre generalii Armatei Țariste Ruse din Primul Război Mondial.
A îndeplinit funcția de comandant al Corpului 7 Armată rus în campania acesteia din România, având gradul de general-locotenent.:p. 181 